# Mark Henry

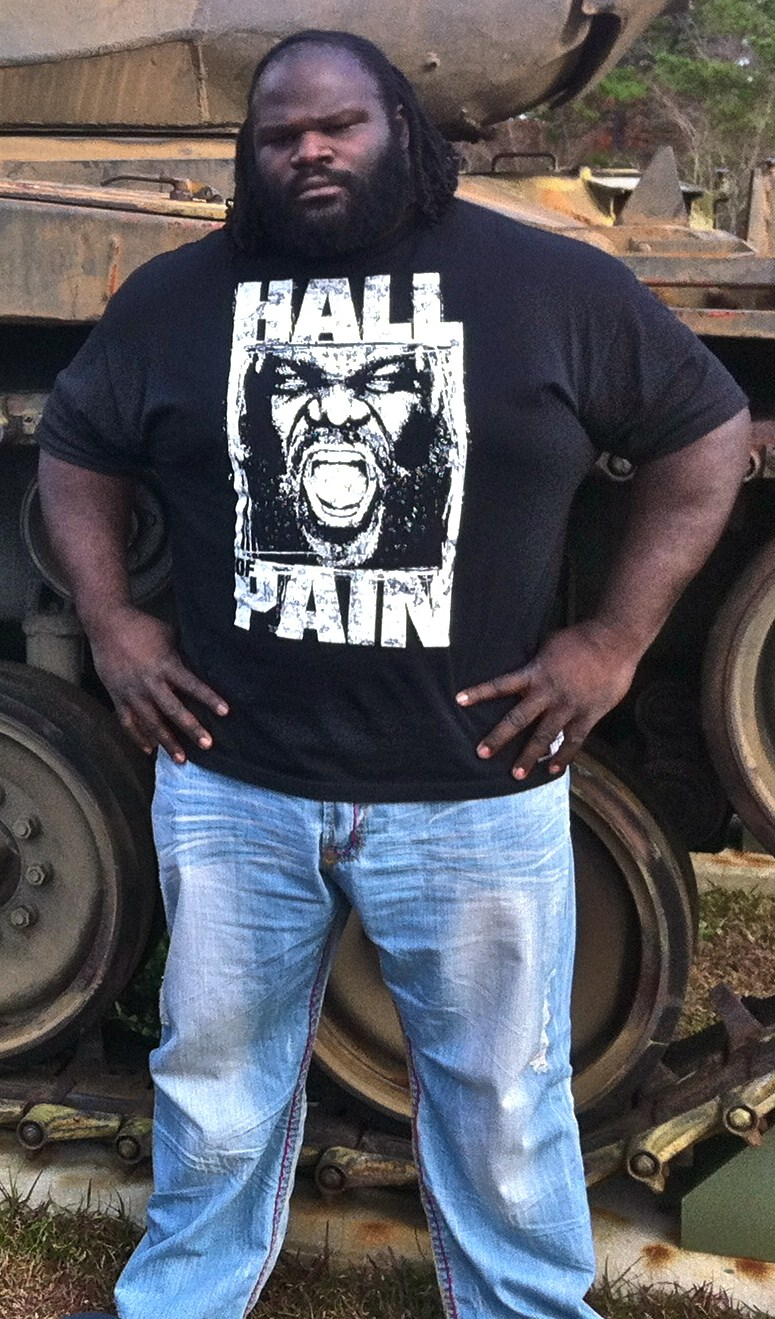
Mark Henry

Mark Henry, född 1971 i Silsbee i Texas, är en amerikansk pensionerad professionell fribrottare, som för närvarande uppträder inom WWE. Han deltog även i tyngdlyftning i OS i Barcelona 1992 och blev tionde man. Han har wrestlat tillsammans med bland annat wrestlaren Big Daddy V vid ett par tillfällen.
Mark Henry vann Arnold Strongman Classic 2002.